# Efecte de Gibbs-Donnan

Esquema per a l'efecte de Gibbs - Donnan.

L'efecte de Gibbs-Donnan és la distribució desigual entre els ions que poden travessar una membrana cel·lular i els que no són capaços de fer-ho, de manera que es produeix una diferència de potencial a banda i banda de la membrana.